# Pozďatín
Pozďatín település Csehországban, a Třebíči járásban. Pozďatín Smrk, Budišov, Kojatín, Pyšel és Studenec településekkel határos. Lakosainak száma 158 fő (2024. január 1.).

## Népesség
A település lakosságának változását az alábbi diagram mutatja:
| Lakosok száma | 193  | 225  | 240  | 219  | 226  | 160  | 164  | 157  | 157  | 158  |
|               | 1869 | 1900 | 1921 | 1961 | 1980 | 2011 | 2016 | 2019 | 2021 | 2024 |